# Schilleriella (vespa)
Schilleriella é um género de vespas pertencentes à família Encyrtidae.
As espécies deste género podem ser encontradas na Austrália.
Espécies:
- Schilleriella brevipterus Xu, 2005
- Schilleriella pulchra (Girault, 1932)